# Волен (футбольный клуб)
«Волен» (нем. Wohlen) — швейцарский футбольный клуб, расположенный в городе Волен. Клуб был основан в 1904 году и поиграл в высшем дивизионе Швейцарии с 1930 по 1932 год, однако большую часть своей истории провёл в низших лигах.
С 2002 года по 2018 играл в Челлендж-лиге. Не смог продлить лицензию на сезон 2018/19 и отправился в третий дивизион Швейцарии.